# Orri Freyr Þorkelsson
Orri Freyr Þorkelsson (* 25. Juni 1999 in Reykjavík) ist ein isländischer Handballspieler.

## Karriere

### Im Verein
Orri Freyr Þorkelsson spielte bis 2021 in Island für Haukar Hafnarfjörður. Darauf ging er nach Norwegen zu Elverum Håndball. Mit Elverum gewann er 2022 die norwegische Meisterschaft. Im Sommer 2023 wechselte er nach Portugal zu Sporting Lissabon. Mit Sporting Lissabon gewann er in der Saison 2023/24 die portugiesische Meisterschaft, den Pokal und den Supercup. In der Saison 2024/25 verteidigte er alle drei Titel.

### In Auswahlmannschaften
Mit der isländischen Junioren-Nationalmannschaft nahm belegte er den 7. Platz bei der U20-Europameisterschaft 2018 und den 14. Platz bei der U21-Weltmeisterschaft 2019.
Mit der isländischen A-Nationalmannschaft nahm er an der Europameisterschaft 2022 teil und belegte dort den 6. Platz. Bei der Weltmeisterschaft 2025 warf er 27 Tore in vier Spielen und belegte mit dem Team den 9. Platz.